# Episodi di Alba
La prima stagione della serie televisiva spagnola Alba, composta da 13 episodi, è stata pubblicata in streaming in prima visione dal 28 marzo al 20 giugno 2022 sulla piattaforma Atresplayer Premium e da Antena 3 dal 9 marzo al 1º giugno 2022.
In Italia è disponibile in streaming sulla piattaforma Netflix dal 15 luglio 2022.
| Nº | Titolo originale            | Titolo italiano                 | Pubblicazione Spagna | Pubblicazione Italia |
| -- | --------------------------- | ------------------------------- | -------------------- | -------------------- |
| 1  | Qué culpa tiene Alba        | Che cosa ha fatto di male Alba? | 28 marzo 2021        | 15 luglio 2022       |
| 2  | Los remordimientos de Bruno | Episodio 2                      | 4 aprile 2021        | 15 luglio 2022       |
| 3  | Verdad silenciada           | Episodio 3                      | 11 aprile 2021       | 15 luglio 2022       |
| 4  | Operación caza              | Episodio 4                      | 18 aprile 2021       | 15 luglio 2022       |
| 5  | El interrogatorio           | Episodio 5                      | 25 aprile 2021       | 15 luglio 2022       |
| 6  | Contra las cuerdas          | Episodio 6                      | 2 maggio 2021        | 15 luglio 2022       |
| 7  | Los pasos previos           | Episodio 7                      | 9 maggio 2021        | 15 luglio 2022       |
| 8  | El día del juicio           | Episodio 8                      | 16 maggio 2021       | 15 luglio 2022       |
| 9  | Un as bajo la manga         | Episodio 9                      | 23 maggio 2021       | 15 luglio 2022       |
| 10 | La sentencia                | Episodio 10                     | 30 maggio 2021       | 15 luglio 2022       |
| 11 | Ya es tarde                 | Episodio 11                     | 6 giugno 2021        | 15 luglio 2022       |
| 12 | Chat descubierto            | Episodio 12                     | 13 giugno 2021       | 15 luglio 2022       |
| 13 | A la caza                   | Episodio 13                     | 20 giugno 2021       | 15 luglio 2022       |